# Schakerloopolder
De Schakerloopolder is een polder op het Zeeuwse eiland Tholen. De polder is vernoemd naar de voormalige heerlijkheid Schakerloo.
In de polder bevindt zich een natuurgebied van 40 ha.

## Geschiedenis
De Schakerloopolder is een van de oudste polders van Tholen. Inpoldering vond plaats in de 13e eeuw. In 1953 werd een ruilverkaveling doorgevoerd. Aan de zuidrand van de polder, waar deze aan de Oosterschelde grenst, bleef een klein karreveld gespaard. Omstreeks 1990 werd een nieuw karreveld gegraven ter compensatie van de karrevelden die bij de aanleg van de Oesterdam verloren waren gegaan. In 2005 werden deze karrevelden opgenomen in een nieuw natuurgebied van 40 ha.
Terwijl de Schakerloopolder grotendeels een land- en tuinbouwfunctie heeft, is het natuurgebied van belang voor watervogels en zoutminnende planten.